# Biele plesá
Biele plesá jsou skupinou devíti ples na hlavní ose Doliny Bílých ples ve Vysokých Tatrách. Jsou ohraničené Kozím hrebeňom na západní straně, Jahňacím štítem na severu a Jahňacím hrbom a Predným Kopským sedlem na východě.
Samostatné názvy mají jen největší
- Velké Biele pleso
- Trojrohé pleso .

Ostatní se společně označují jako
- Malé Biele plesá . [1]